# ݜ
ݜ حرف من الحروف الإضافية في الأبجدية العربية. يضاف هذا الحرف إلى الأبجدية العربية لترجمة بعض الأحرف الأجنبية ترجمة صوتية. يستخدم الحرف في اللغة الشينائية لتمثيل احتكاك رجعي لا صوت له.

## الكتابة
| الموقع من الكلمة: | معزول | بدائي | وسطي | نهائي |
| ----------------- | ----- | ----- | ---- | ----- |
| شكل الحرف:        | ݜ     | ݜـ    | ـݜـ  | ـݜ    |